# Арнест
«Арнест» («Аэрозоли — Невинномысск — Ставрополье») — российский производитель косметической, парфюмерной продукции, бытовой химии и продуктов питания. По состоянию на 2025 год группа включает в себя 19 заводов в разных регионах России.

## История
Компания берёт своё начало с приватизации в 1992—1993 годах Невинномысского завода бытовой химии, основанного в 1971 году и выпускавшего лак для волос «Прелесть» и «Дихлофос».
В течение 2000-х годов компания начала сотрудничать с крупными транснациональными компаниями — L’Oreal, Colgate-Palmolive, Coty, Oriflame, Beiersdorf, Schwarzkopf & Henkel и Unilever, а также с российским концерном «Калина».
В 2006 году Алексей Сагал сменил Анатолия Александрова на посту президента компании.
В 2007 году «Арнест» приобрёл завод по производству аэрозольных баллонов в Новомосковске.
В 2016 году «Арнест» ушёл с украинского рынка, продав дистрибуторскую компанию «Арнест Украина». Украина была для компании основным экспортным рынком ближнего зарубежья.
В 2022 году американский производитель упаковки Ball продал «Арнесту» три завода по производству алюминиевых банок для напитков. Сумма сделки составила $530 млн.
Весной 2022 года «Арнест» был вынужден продать шотландский завод по производству аэрозолей за символические  £358.
В 2023 году «Арнест» стал владельцем российского бизнеса Heineken («Объединённые пивоварни», 7 пивоваренных заводов), заплатив за него €1 c учётом долгов на €100 млн. Через несколько месяцев «Объединённые пивоварни» купили у «Татспиртпрома» пивоваренный завод «Белый кремль».
Весной 2023 года к «Арнесту» перешли российские активы Oriflame (завод в Ногинске).
В 2024 году Unilever продала «Арнесту» российский (4 завода, в.т.ч. «Калина», «Инмарко» и др.) и белорусский бизнес. Forbes Russia назвал Алексея Сагала «Покупателем года».
В 2025 году «Арнест Упаковочные Решения» планирует построить в Узбекистане завод по производству алюминиевых банок. 